# Nero Burning ROM
Nero Burning ROM, obvykle nazýván jen Nero, je počítačový program určený k vypalování CD a DVD pro operační systémy Microsoft Windows a Linux od firmy Nero AD, dříve Ahead Software. Odlehčená verze programu Nero Express je obvykle dodávána přímo s vypalovacími mechanikami. Nejnovější verze 9 obsahuje:
Nero Burning ROM - vypalování, Nero Express - vypalování, Nero Scout - databáze médií, Nero StartSmart, Nero WaveEditor, Nero MediaHome, Nero PhotoSnap, Nero CoverDesigner, Nero Mobile, InCD a další užitečné funkce a nástroje.
30. července 2009 společnost Nero AD vydala také freeware verzi Nero 9 - Free version s číselným označením 9.4.12.3.
Název programu je slovní hříčka asociující císaře Nerona a požár Říma.